# Pacea de la Adrianopol (1568)
Pacea de la Adrianopol din 1568 a pus capăt războiului dintre Sfântul Imperiu Roman și Imperiul Otoman început în 1566, numit și „Al Doilea Război Austro-Turc⁠(d)”. Pacea încheiată între împăratul Maximilian al II-lea și sultanul Selim al II-lea reînnoia acordul stabilit prin pacea din 1562, respectiv recunoașterea reciprocă a posesiunilor și obligația împăratului de a plăti sultanului un tribut anual, pentru o durată de 8 ani. În ciuda micilor incidente de la frontiere, Pacea de la Adrianopol a fost prelungită de trei ori (în 1576, 1584 și 1592).
Până la încheierea acestei păci sultanul Selim al II-lea continuase, deși cu mai puțină energie, războiul tatălui său, sultanul Suleiman al II-lea Magnificul, după moartea acestuia în septembrie 1566 (în timpul asediului cetății Sziget, în Regatul Ungariei).
Încheierea acestei păci a dus și la stabilirea unui acord între împăratul Maximilian al II-lea și regele Ungariei, Ioan Sigismund Zapolya, care nu se mai putea baza pe sprijinul otoman. Prin Contractul de la Speyer din 16 august 1570, Zapolya a renunțat la titlul de rege al Ungariei, dar a rămas voievod al Transilvaniei și a primit în compensație mai multe comitate ca feude. Printr-un contract adițional secret, Zapolya se obliga să îi asigure împăratului Maximilian al II-lea sprijin împotriva foștilor săi aliați.

Împărțirea Ungariei în perioada 1526-1568 între Habsburgi, otomani și Principatul Transilvaniei

Casa de Habsburg nu reușise să-și atingă obiectivele de a pune stăpânire pe Transilvania și de a anexa întregul teritoriu al Regatului Ungariei. În schimb, otomanii reușiseră să-și stabilească în cele din urmă suveranitatea în Transilvania și să-și extindă considerabil teritoriile în Transilvania, precum și în Cis- și Transdanubia ca și în Ungaria Superioară (zonă aparținând astăzi Slovaciei). Plata tributului anual stabilit prin tratatul de pace, numit „dar de onoare”, era menită să descurajeze efortul otomanilor de a-și extinde stăpânirile.
Cei care au purtat negocierile din partea Habsburgilor au fost episcopul Antun Vrančić și Christoph von Teuffenbach, iar din partea otomană, Mehmed Pașa. Negocierile, începute inițial la Istanbul, au durat cinci luni și s-au purtat în slavonă, limba regiunii istorice Slavonia din estul Croației. Tratatul a fost semnat la 17 februarie 1568 la Adrianopol unde sultanul își mutase curtea.
Cele mai importante prevederi ale tratatului sunt:
- perioada de pace a fost stabilită la opt ani, timp în care niciuna dintre părți nu a cucerit teritorii străine și nu au fost luați ostatici;
- împăratul roman Maximilian al II-lea a fost de acord să plătească un „dar de onoare” de 30 000 de ducați anual;
- s-a format o comisie pentru stabilirea liniei de demarcație a frontierelor;
- satele din zona de frontieră aflată în litigiu puteau fi obligate la plata impozitelor de către ambele puteri;
- ambele părți aveau voie să construiască cetăți;
- Maximilian al II-lea a acordat Imperiului Otoman suveranitatea asupra principatelor Moldovei și Țării Românești;
- Transilvania a fost separată de Ungaria, devenind principat vasal al Imperiului Otoman;
- incidentele de la frontiere urmau să fie rezolvate de o comisie de mediere.